# Carole Lavallée
Pour les articles homonymes, voir Lavallée.
Carole Lavallée (Montréal, 23 janvier 1954 - 26 mars 2021) est une conseillère en communication, femme d'affaires, journaliste et femme politique québécoise.

## Biographie
Femme d'affaires, conseillère en communications et journaliste, Carole Lavallée fut élue à la chambre des communes du Canada pour la première fois lors de l'élection fédérale canadienne de 2004 dans la circonscription fédérale de Saint-Bruno—Saint-Hubert. Élue sous la bannière du Bloc québécois, elle a défait le candidat libéral, Marc Savard, par environ 13 000 voix. Elle a célébré son 52e anniversaire de naissance le 23 janvier 2006 en étant réélue lors de l'élection générale suivante, par un peu plus de 16 000 voix devant le conservateur Nicolas Waldeutfel. Lors de l'élection fédérale du 14 octobre 2008, elle a battu le libéral Pierre Diamond par 12 000 voix. Elle fut porte-parole du Bloc en matière Patrimoine (art et culture) jusqu'à sa défaite en 2011 face à la néo-démocrate Djaouida Sellah.
Depuis septembre 2012, elle est directrice de cabinet au ministère de l'Éducation, du Loisir et du Sport.

## Curriculum

### Cheminement professionnel
- Directrice de cabinet au ministère de l'Éducation, du Loisir et du sport.
- Consultante en communication (relations de presse, relations publiques, gestion de crise, rédaction)
- Membre de la Société québécoise des professionnels en relations publiques
- Porte-parole du Bloc québécois en matière de Patrimoine (art et culture) (2008-2011)
- Députée à la Chambre des communes (2004-2011)
- Porte-parole du Bloc québécois en matière de Travail (depuis 2004)
- Directrice des communications, puis conseillère spéciale au cabinet du chef du Bloc québécois (1997-2004)
- Conseillère principale à l’agence de communication montréalaise BDDS (1994-1997)
- Directrice des communications du Parti québécois (1989-1994)
- Propriétaire d’une agence de communication à Joliette, Carole Lavallée Communications (1986-1990)
- Directrice générale du Conseil régional de la culture de Lanaudière (1980-1986). Coauteure du Guide de Lanaudière.
- Journaliste pigiste pour plusieurs médias régionaux et nationaux dont CJLM-1350 (Joliette), le journal Les Affaires et le magazine Croc.

### Formation académique
- Études en communications, UQAM
- Études en arts et lettres, Cégep de Rosemont

### Engagement politique et communautaire actuels
- Membre de plusieurs organismes de Saint-Hubert et de Saint-Bruno
- Membre-fondatrice du Bloc Québécois (1991)
- Membre de l’exécutif du Bloc Québécois de Laurier-Sainte-Marie (1991)

### Engagement politique et communautaire antérieurs
- Vice-présidente de la Chambre de commerce du Grand Joliette
- Membre du conseil d’administration du Sommet économique permanent de Lanaudière (CRD)
- Membre de la Société nationale des Québécoises et des Québécois (SNQ)-Lanaudière
- Membre du Musée d’art de Joliette
- Membre fondatrice du Regroupement des femmes de Joliette
- Membre fondatrice de l’Association des femmes d’affaires de Joliette et membre de l’Association des femmes d’affaires du Québec
- Membre fondatrice du Regroupement des femmes du Québec
- Participante active à la consultation des femmes « Égalité et indépendance »
- Membre-fondatrice et secrétaire de l’Association des travailleurs-étudiants du Collège de Rosemont